# Brachystelma
Brachystelma là chi thực vật có hoa trong họ Apocynaceae.
Nghiên cứu năm 2017 của Bruyns et al. cho thấy Brachystelma là đa ngành và lồng sâu trong Ceropegia. Vì thế các tác giả đề xuất gộp Brachystelma vào Ceropegia nghĩa rộng.

## Hình ảnh

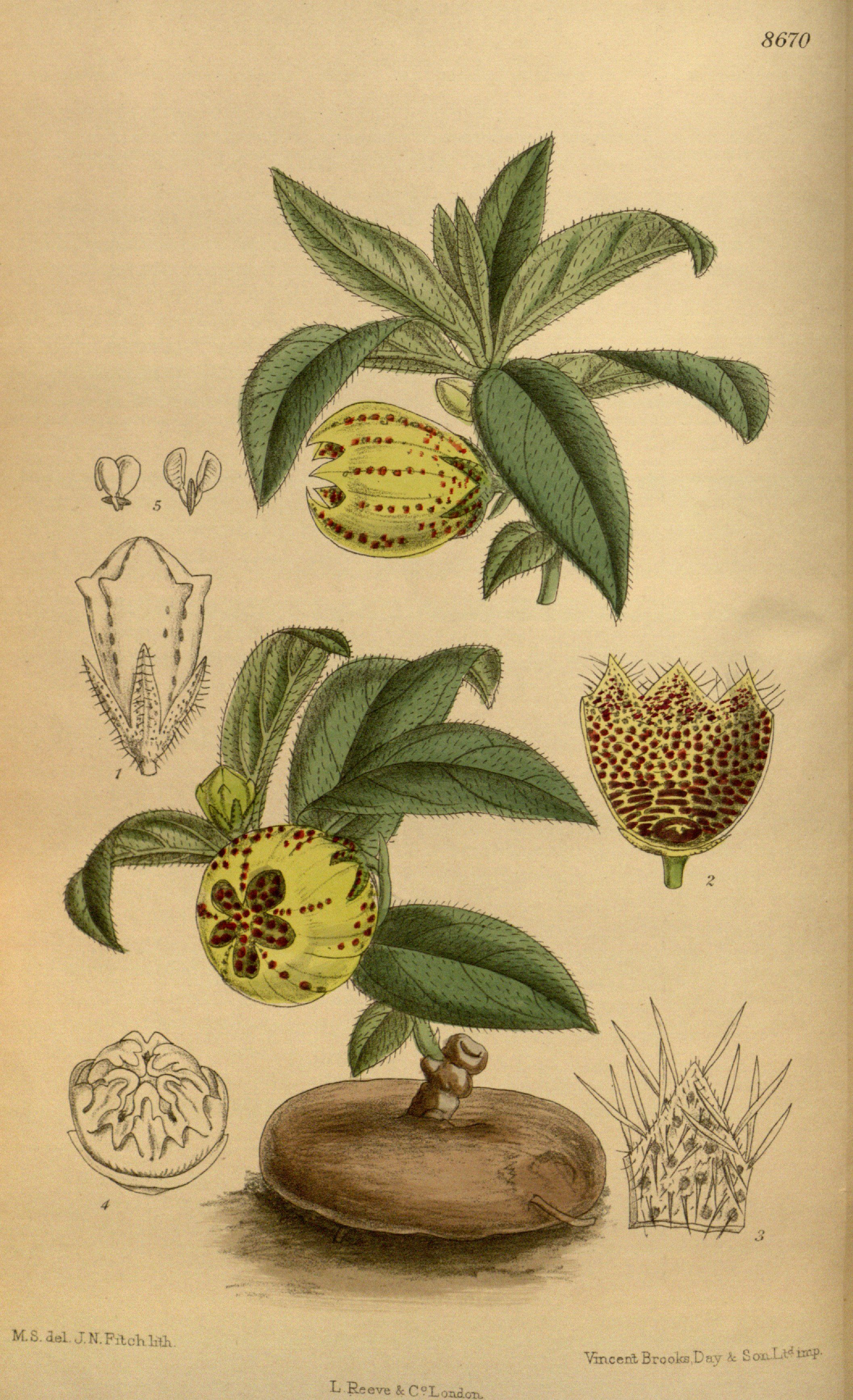
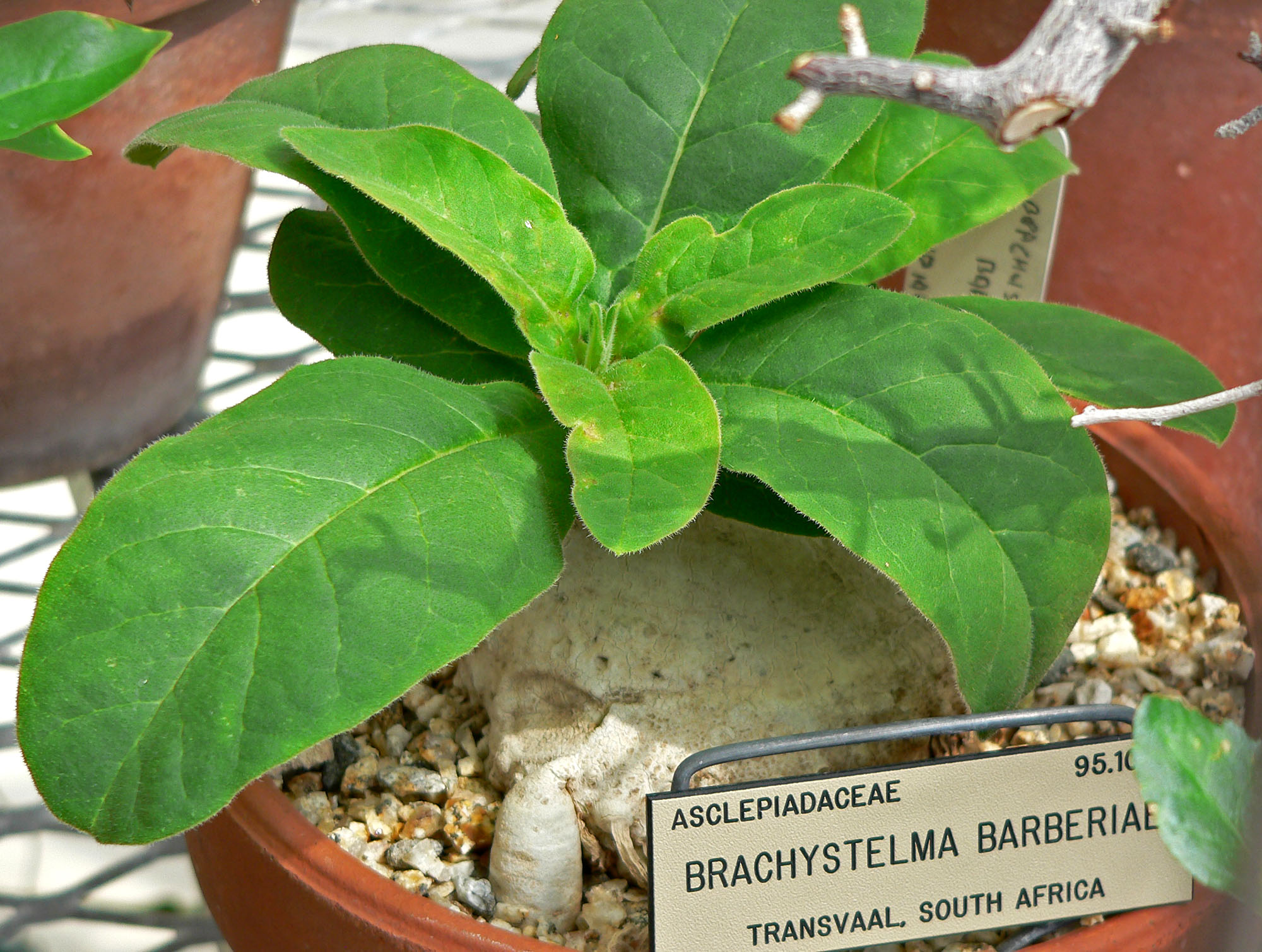
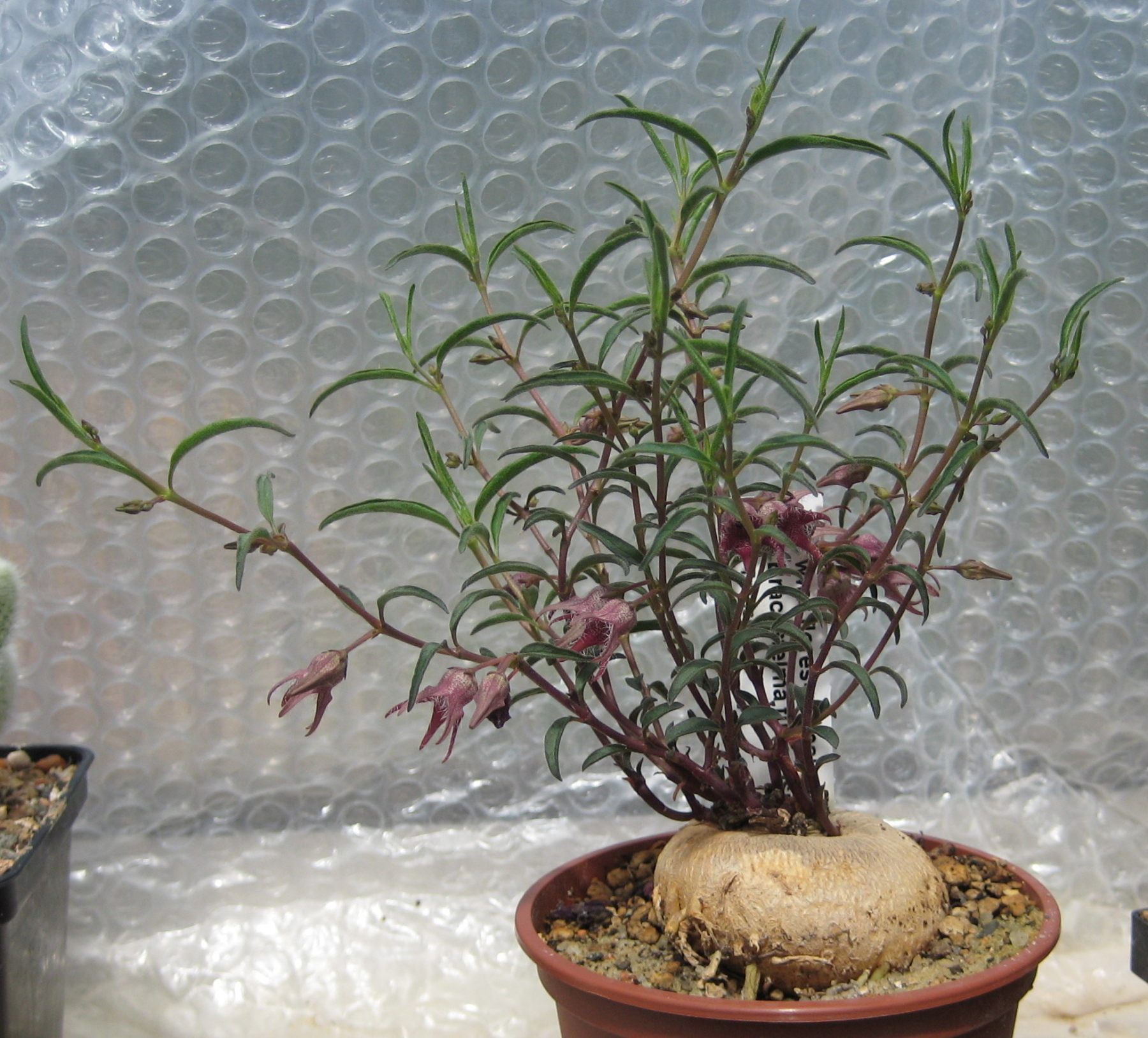
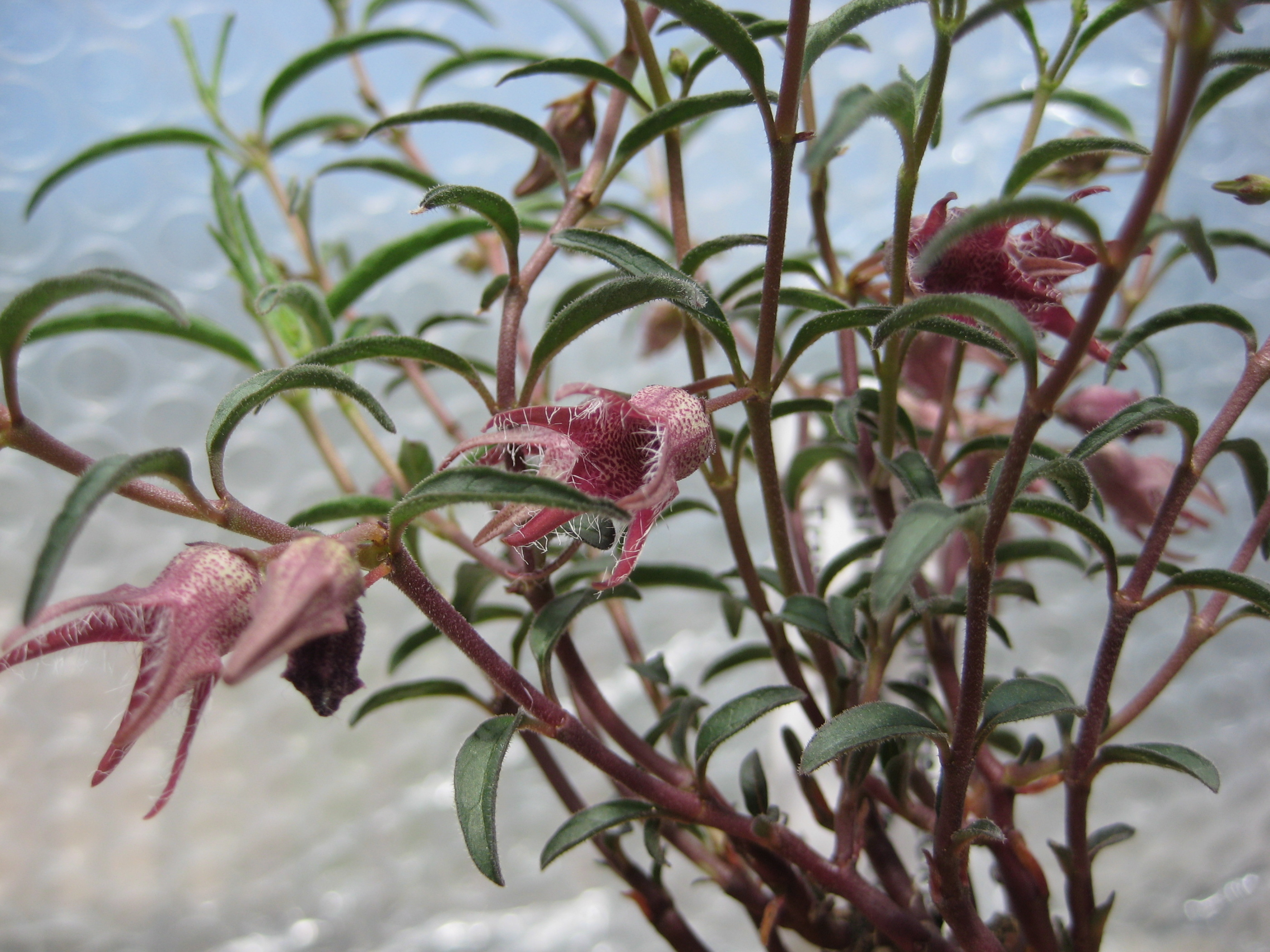